# 弗劳罗伊特
弗劳罗伊特（德語：Fraureuth）是德国萨克森州的市镇，隶属于茨维考县。总面积为22.6平方千米，截至2023年12月31日总人口为5,055人。